# Săndulița, Călărași
Săndulița este un sat în comuna Sărulești din județul Călărași, Muntenia, România.